# Friedhof Tonndorf

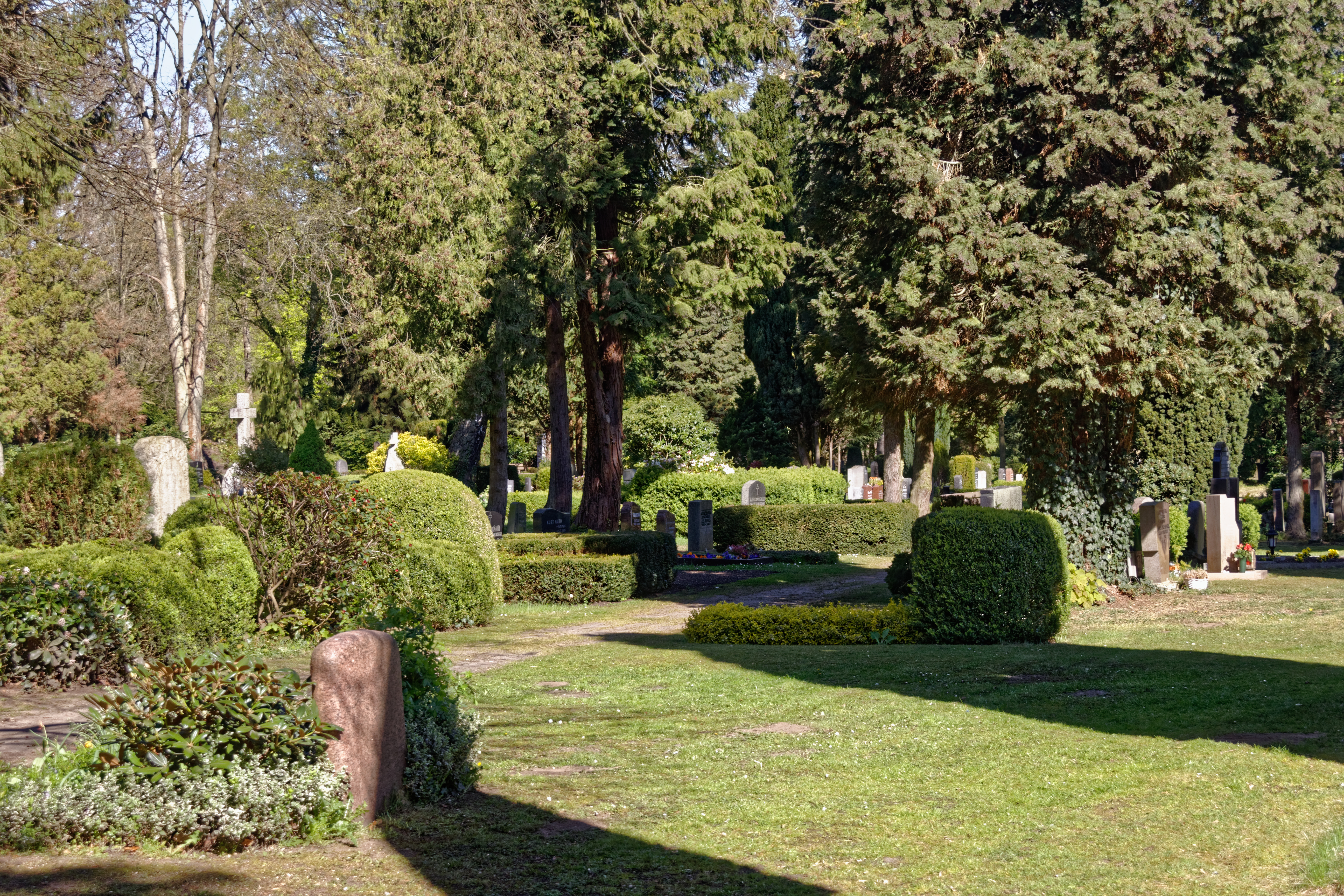
Friedhof Tonndorf

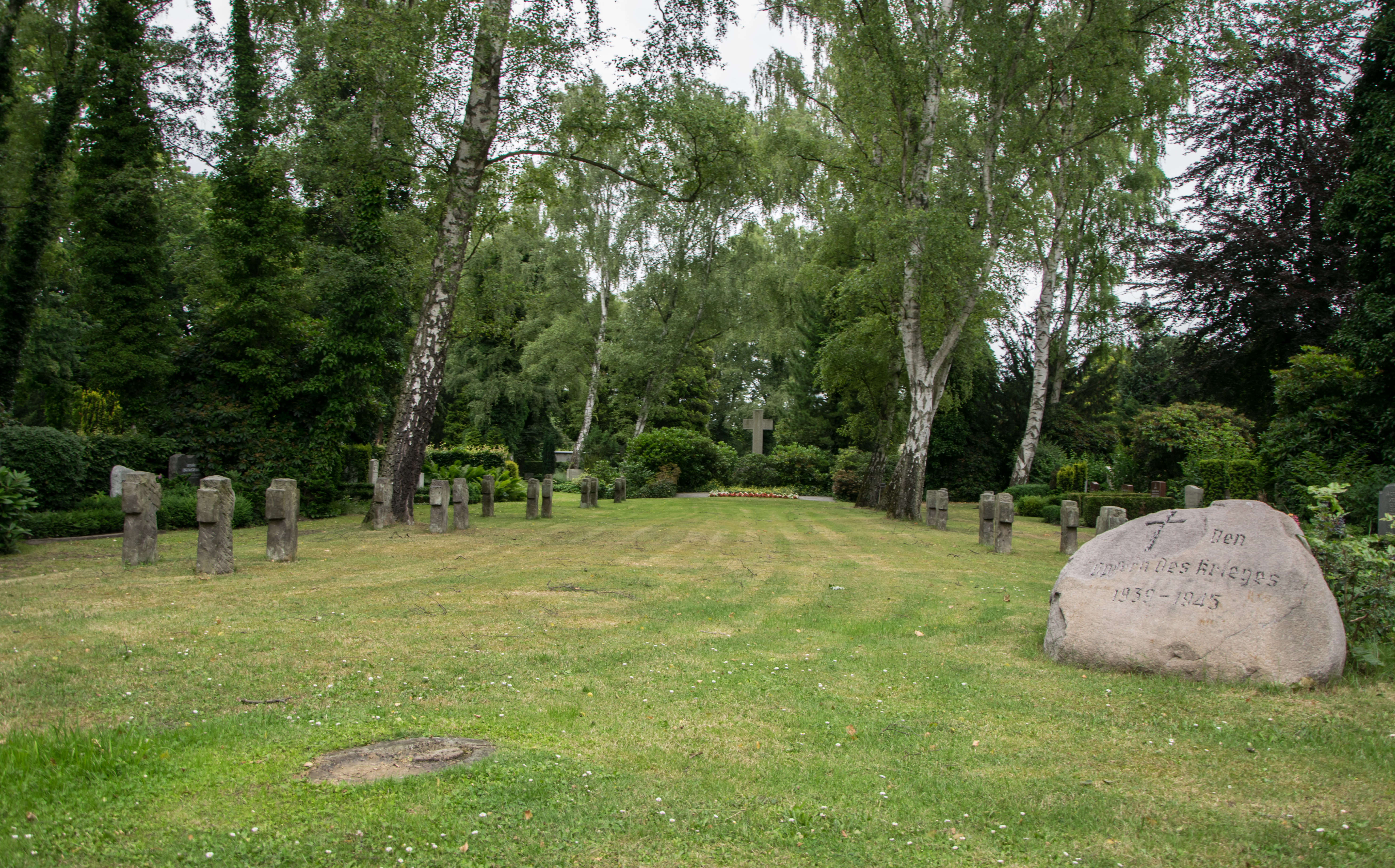
Kriegerdenkmal: Kreuze und Findling mit Inschrift

Der Friedhof Tonndorf ist ein 10 Hektar großer evangelischer Friedhof, der 1880 in Hamburg-Tonndorf eröffnet wurde. Er ist neben dem Friedhof Hinschenfelde und dem Alten Friedhof Wandsbek Teil der Evangelisch-Lutherischen Kirchengemeinde Tonndorf.

## Lage
Der Friedhof liegt zwischen den Straßen Ahrensburger Straße, Nordmarkstraße und Ostende. Seine offizielle Adresse ist Ahrensburger Straße 188.

## Geschichte
1879 wurde die Fläche als Anlage eines neuen Friedhofs von Martin Niemeier gekauft. Grund waren die ansteigenden Bevölkerungszahlen der damaligen Stadt Wandsbek, die heute ein Stadtteil von Hamburg ist. Am 19. November 1880 wurde der damals „Neue Wandsbeker Friedhof“ vom Pastor Dietrich Johann Kedenburg eingeweiht.
Anfang des 20. Jahrhunderts wurde der Friedhof am östlichen Ende bis zur Straße Ostende ausgeweitet.
Seit dem Jahre 2000 befindet er sich in der Trägerschaft der Evangelisch-Lutherischen Kirchengemeinde Tonndorf.

## Gebäude

### Friedhofskapelle

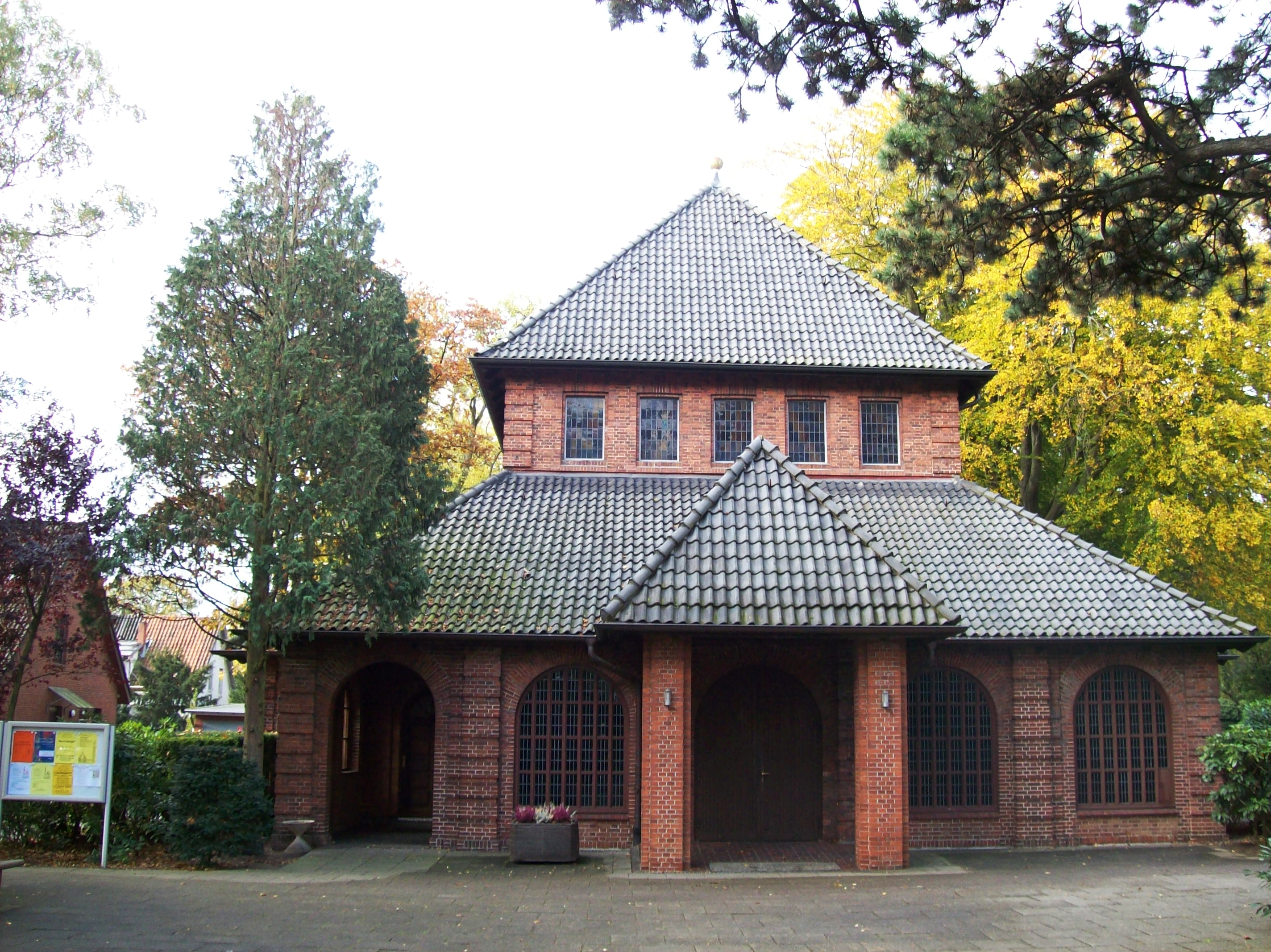
Friedhofskapelle

Ursprünglich befand sich auf dem Friedhof in der Nähe der Ahrensburger Straße eine Friedhofskapelle. Diese wurde 1914 durch eine neue Kapelle ersetzt.
Die jetzige Kapelle wurde 1943 durch Bombenangriffe schwer beschädigt, konnte aber wieder aufgebaut werden und wurde 1948 wieder eingeweiht.

### Statuen
Auf dem Friedhof verteilt befinden sich einige Statuen und ein Glockenturm.

### Denkmalschutz
Auf dem gesamten Friedhof befinden sich drei unter Denkmalschutz stehende Bauwerke, zwei Mausoleen und ein Kriegerdenkmal.
- Mausoleum Timm (erbaut 1920er Jahre)
- Mausoleum Kock (erbaut Mitte des 20. Jahrhunderts)
- Kriegerdenkmal (1939–1945), Denkmal für Opfer des Zweiten Weltkriegs: Birkenhain mit Gruppen aus jeweils drei Kreuzen, zwei Namenstafeln und Findling

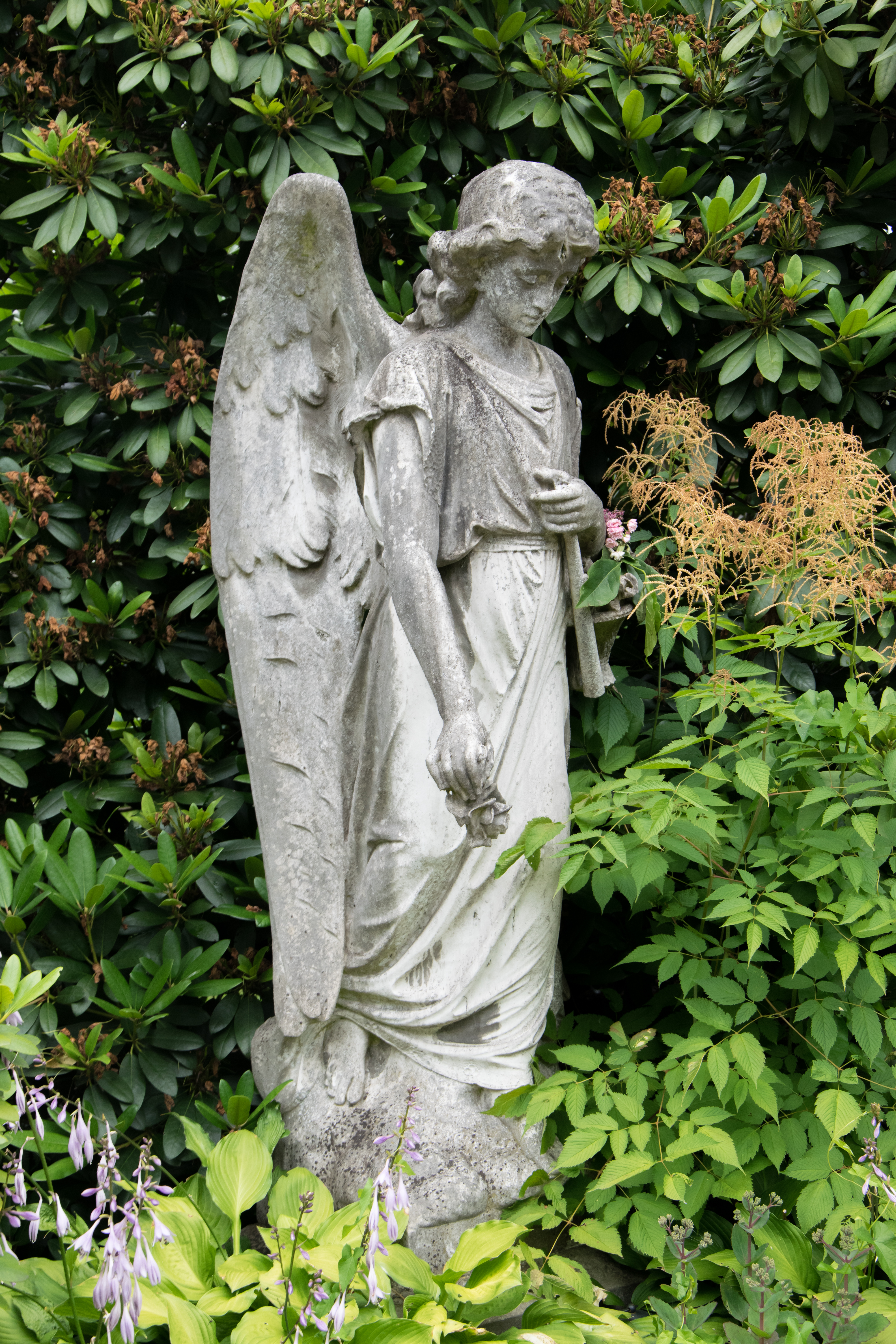
Engelstatue
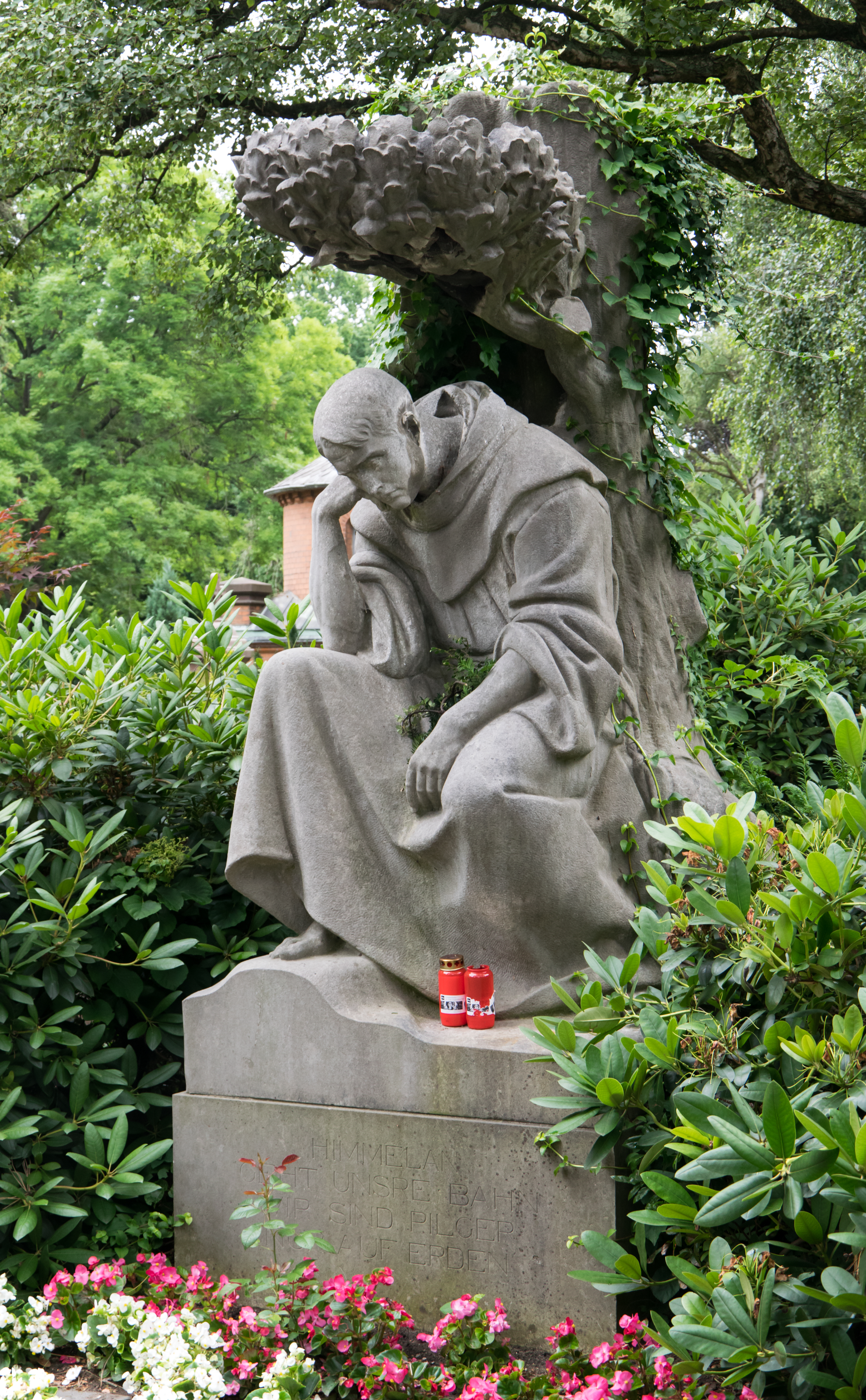
Pilgerstatue von Hans Dammann mit der Inschrift: Himmel an, geht unsre Bahn, wir sind Pilger, nur auf Erden
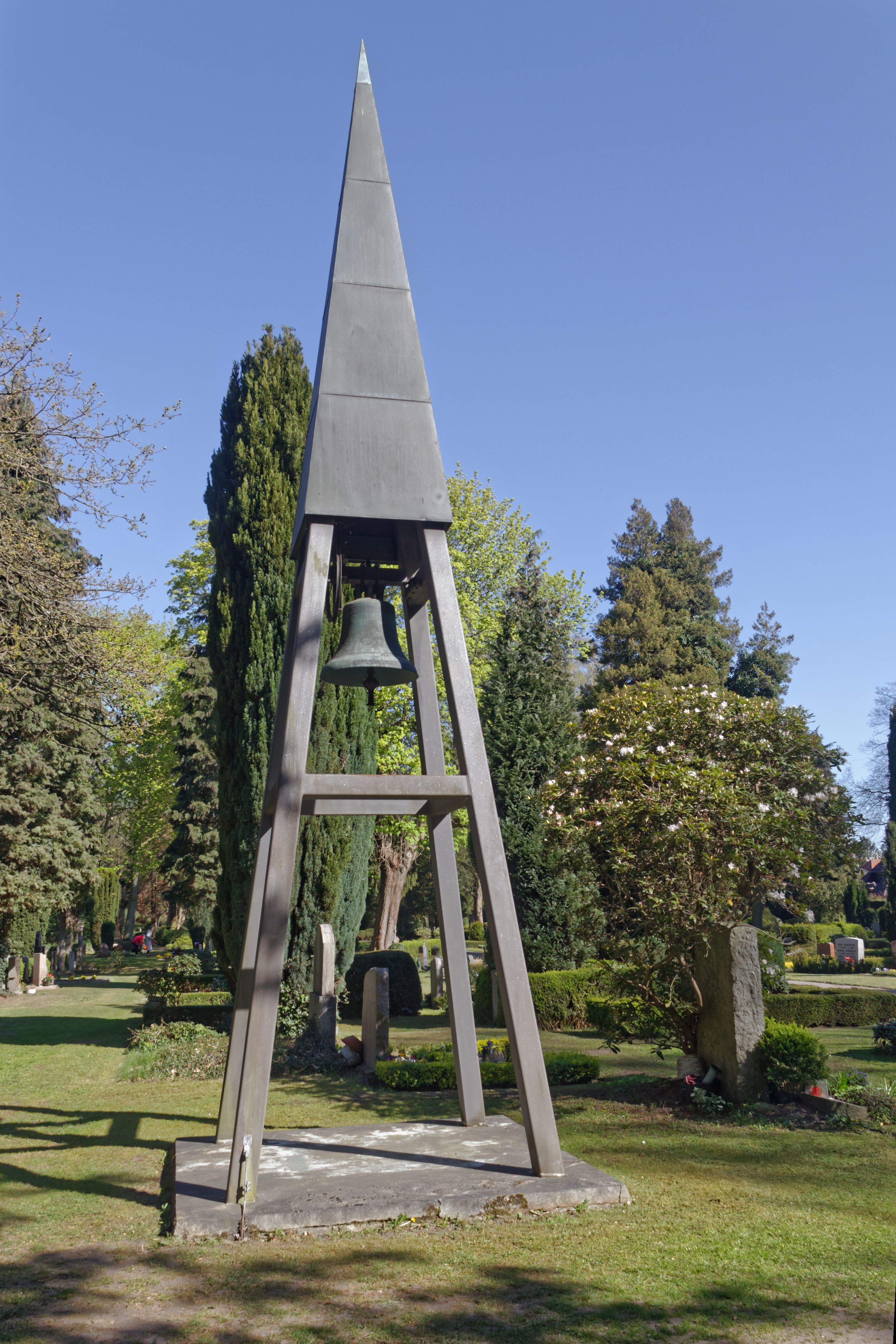
Glockenturm
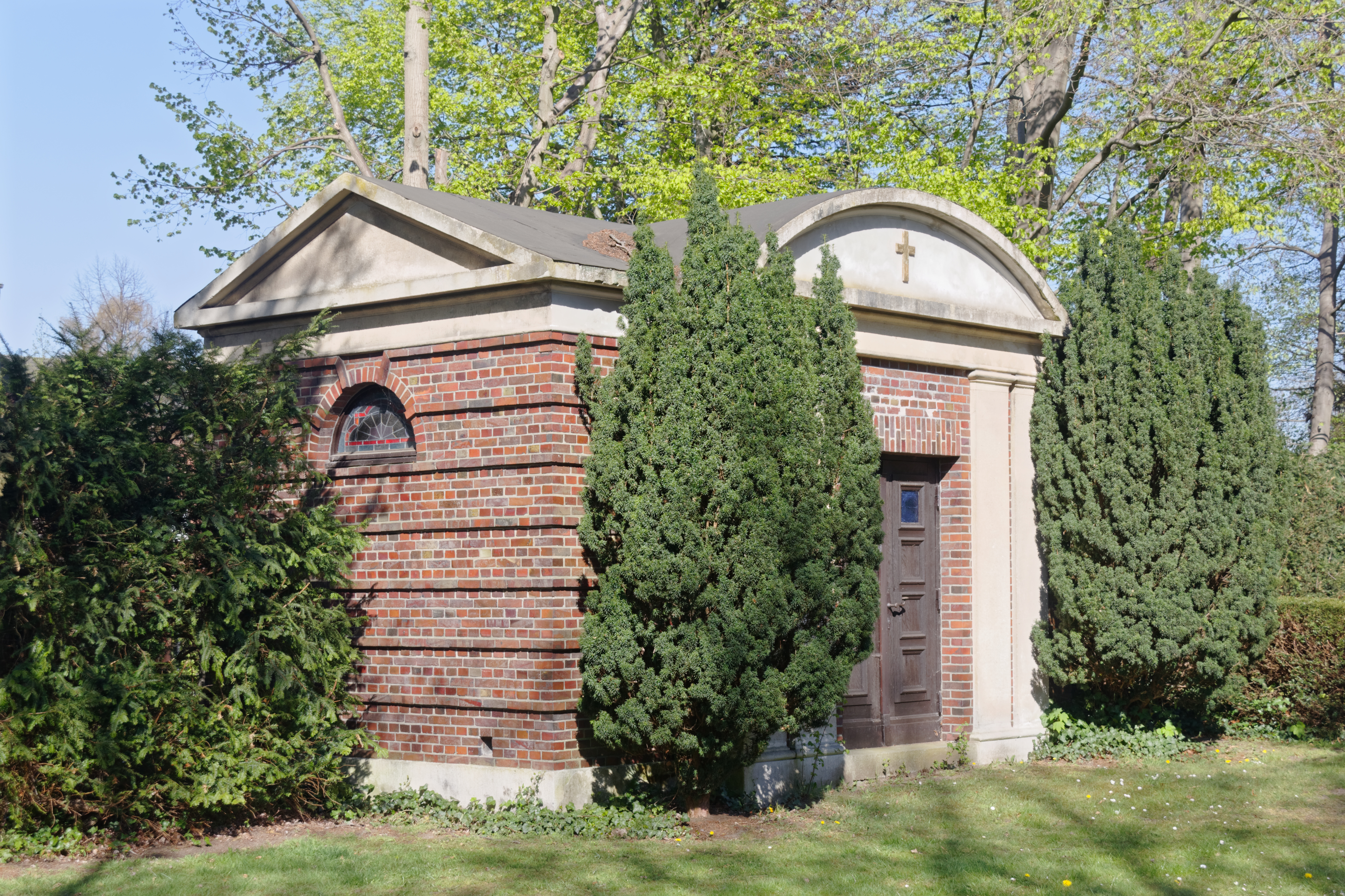
Mausoleum Timm
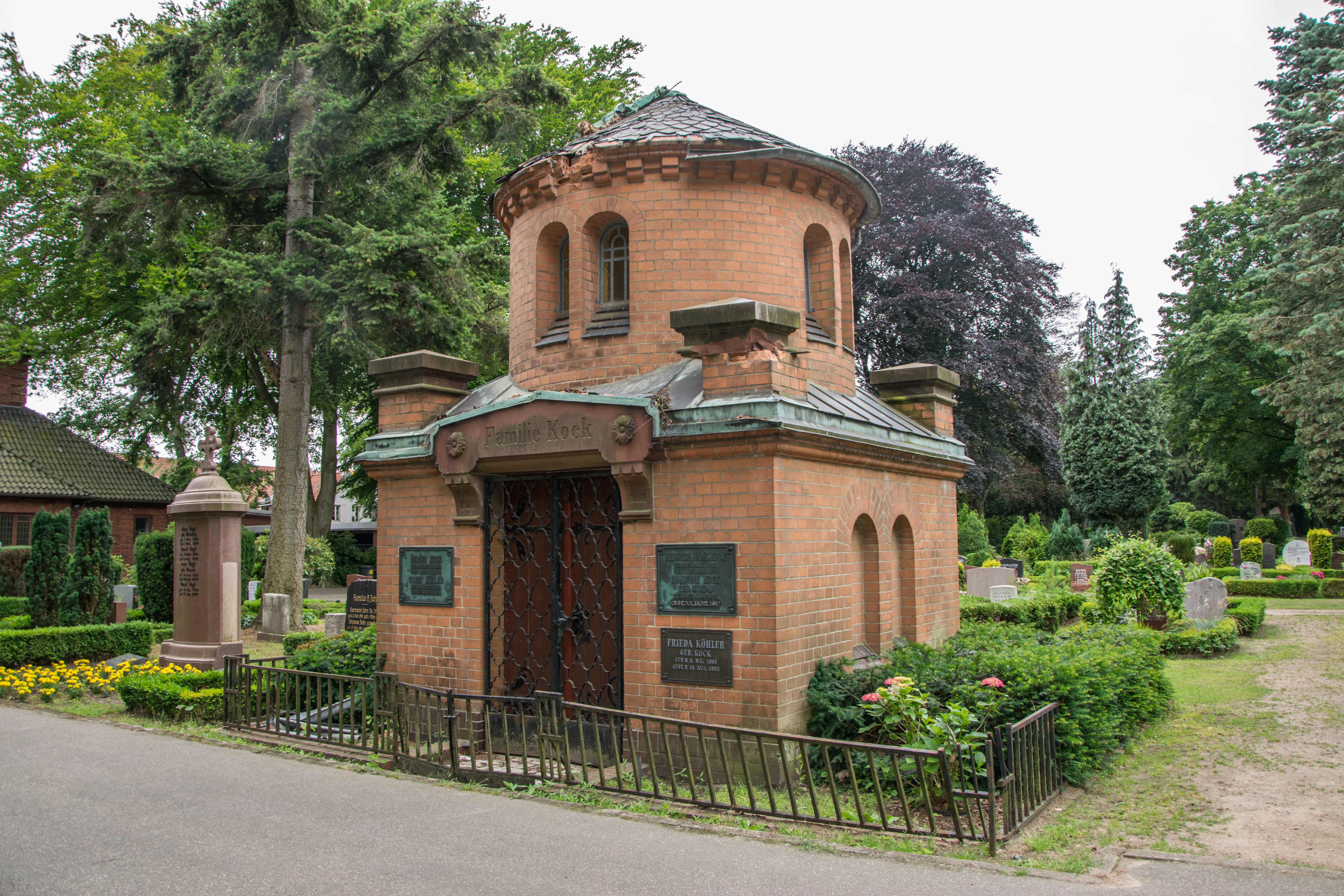
Mausoleum Kock

## Persönlichkeiten

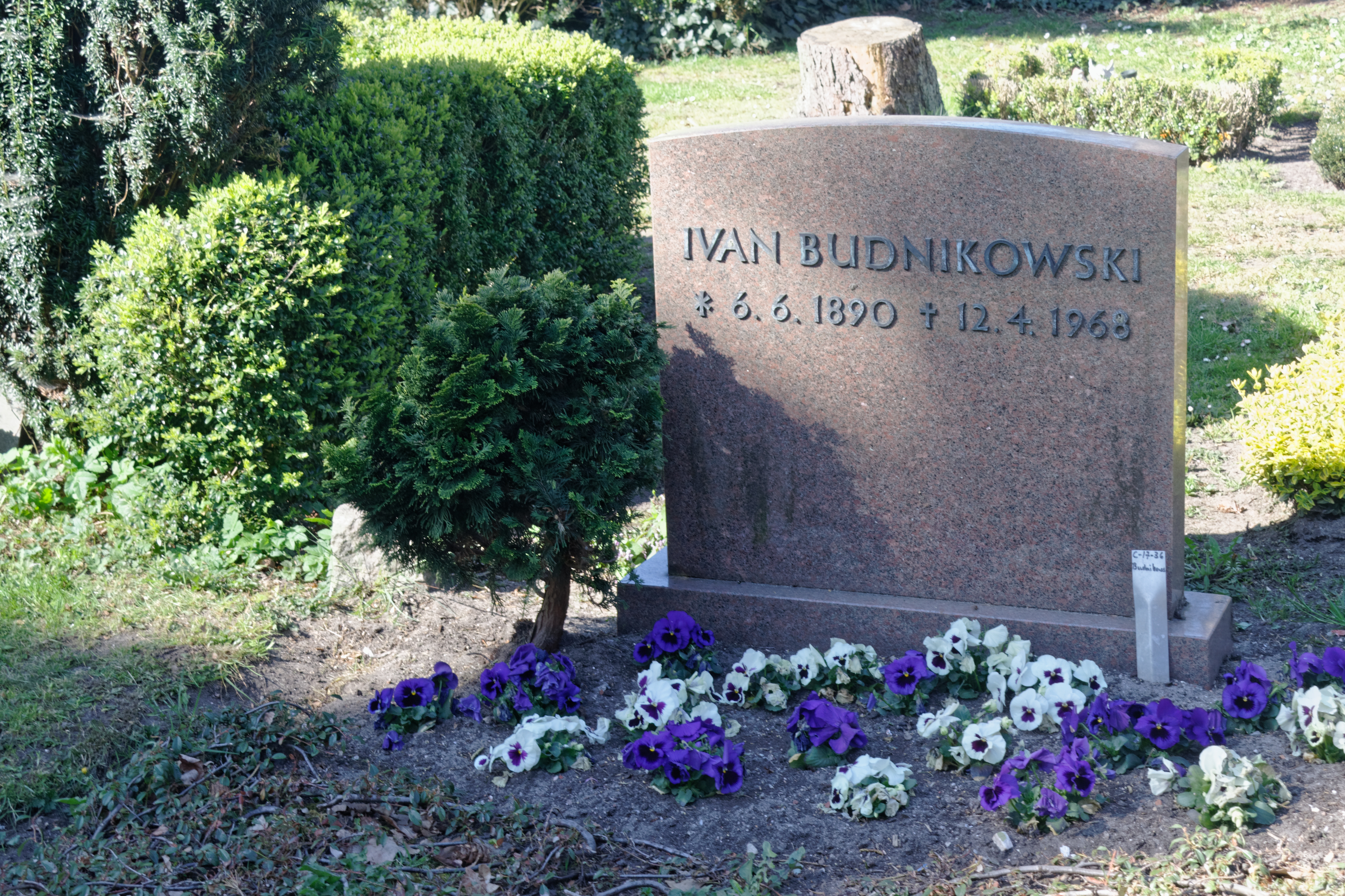
Grab von Iwan Budnikowsky

- Iwan Budnikowsky (* 1890; † 1968); Gründer der Drogeriemarktkette Budnikowsky
- Günther Heyenn (* 1936; † 2009); deutscher Politiker der SPD
- Karl Otto Ragotzky (* 1928; † 1986); deutscher Schauspieler, Theaterregisseur, Hörspielsprecher und -autor
- Wilhelm Groothe (* 1903; † 1963); deutscher Schauspieler
- Ruth Loah (* 1933; † 2017); Mitarbeiterin und zuletzt Lebensgefährtin von Helmut Schmidt